# Willy Kretzschmar
Alfred Willy Kretzschmar (* 6. Juni 1890 in Dresden; † 7. Februar 1962 ebenda) war ein deutscher Oberlandeskirchenrat, Leiter der Finanzabteilung und ab 1939 kommissarischer Präsident des Landeskirchenamtes (vormals Landeskonsistorium) der Evangelisch-Lutherischen Landeskirche Sachsen und Mitarbeiter des antisemitischen Instituts zur Erforschung und Beseitigung des jüdischen Einflusses auf das deutsche kirchliche Leben (Entjudungsinstitut). Er gründete 1933 die Ortsgruppe Dresden der Glaubensbewegung Deutschen Christen und gehörte seit ihrer Bildung 1935 als Mitarbeiter zur Kirchenkanzlei der Deutschen Evangelischen Kirche, der Vereinigung aller deutschen evangelischen Landeskirchen während des Nationalsozialismus.

## Leben und Wirken
Er war der Sohn des Staatsbahnbüroassistenten Carl Albrecht Kretzschmar. Nach dem Schulbesuch nahm er eine Banklehre auf und wurde nach deren Abschluss Bankbeamter in Dresden. 1924 trat er in den Finanzdienst der sächsischen Landeskirche. Zum 1. Mai 1933 trat er der NSDAP bei (Mitgliedsnummer 2.448.590). Bei der Anfang Juli 1933 erfolgten Neuordnung der Kirche in Sachsen wurde er eines von acht Mitgliedern des Landeskonsistoriums.
Aufgrund seiner Mitgliedschaft bei den Freimaurern wurde seine NSDAP-Mitgliedschaft 1934 aberkannt. Wegen seiner Erfahrungen im Finanzwesen erfolgte zum 1. Oktober 1933 seine Ernennung zum Oberlandeskirchenrat für Finanzen. Er übernahm die Leitung der Finanzabteilung der Landeskirche in Sachsen und stellte nach der ersten Lockerung der Mitgliedersperre der NSDAP 1937 erneut einen Antrag zur Aufnahme in diese Partei, der aufgrund seiner früheren Freimaurermitgliedschaft abgelehnt wurde.
Anfang November 1935 wurde Kretzschmar auch zum Mitglied der Finanzabteilung bei der neugebildeten Deutschen Evangelischen Kirchenkanzlei ernannt, die der Sicherung und Kontrolle der Evangelischen Kirche in Deutschland diente.
In der Zeit des Nationalsozialismus wurde auch in Sachsen die Entkirchlichung des öffentlichen Lebens durch die Reichsregierung in Berlin zunehmend vorangetrieben. Auf Initiative der NSDAP-Gauleitung Sachsens wurden am 9. August 1937 nach Erlass des Reichsministers für die Kirchlichen Angelegenheiten Hanns Kerrl durch Kretzschmar und Johannes Klotsche die Vertreter der sächsischen Landeskirchenausschusses abberufen und mit Polizeieinsatz aus dem Landeskirchenamt entfernt. Kretzschmar und Klotsche übernahmen von nun an die Befugnisse des bisherigen Landeskirchenausschusses in Sachsen. Dagegen gab es eine Beschwerde vom späteren Landesbischof Hugo Hahn, Oskar Bruhns und Superintendent Alfred Meyer, insbesondere wegen ihrer Vollmacht zur Beanspruchung der Polizei. Noch am selben Tag (9. August) wurde der linientreue Oberlandeskirchenrat Klotsche zum neuen Leiter (ab 1938 Präsident) Landeskirchenamtes Sachsen berufen, der bei seiner Amtsübernahme eine Waffe bei sich trug, die ihm fortan den Spitznamen Revolver-Klotsche bescherte. Relativ schnell entstanden Spannungen zwischen Klotsche und Kretzschmar. Ab September 1939 war Kretzschmar dann kommissarischer Leiter bzw. Präsident des Evangelisch-Lutherischen Landeskirchenamtes Sachsens, da Klotsche zum Wehrdienst einberufen wurde. Dadurch erweiterten sich seine Kompetenzen erheblich.
Kretzschmar wurde in dieser Zeit ein Teil des „Systems Cölle“. Georg Cölle, der zunächst Vorsitzender der Finanzabteilung der Landeskirche Hannover und dann mit der Leitung der Finanzabteilung der Reichskirchenkanzlei beauftragt worden war, sah damals die Gestaltung der Kirche als Aufgabe der staatlichen Finanzabteilungen an und baute sich dazu ein eigenständiges Netzwerk auf, zu dem spätestens seit 1939 auch Kretzschmar gehörte. Dieses System geriet schnell in den Blickpunkt des Sicherheitsdienstes, da sich vier Vorsitzende der Landeskirchen seit Januar 1940 mehrfach trafen, um eine „Deutsche Kirche“ zu schaffen, „in der sich alle Nationalisten wohlfühlen können“.
Als Mitglied der Deutschen Christen wurde Kretzschmar zum Mitarbeiter des neugegründeten Instituts zur Erforschung und Beseitigung des jüdischen Einflusses auf das deutsche kirchliche Leben in Eisenach berufen. Ferner wurde er Ende 1940 Mitglied des neugebildeten Wiener Kreises, der den letzten ernstzunehmenden Versuch unternahm, die damals verworrene Situation innerhalb der Evangelischen Kirche in Deutschland neu zu regeln. Federführend war diesmal das Kirchenministerium, das dazu am 3. Dezember 1940 ein erster Zusammentreffen in Wien einberief, woran auch Kretzschmar persönlich teilnahm.
Mit dem im Kriegsdienst befindlichen Klotsche, der 1942 das „Entjudungsinstitut“ verlassen hatte, kam es zu immer größeren persönlichen Spannungen. Klotsche soll Kretzschmar als „Staatsfeind Nr. 1“ bezeichnet haben und ihm wurde 1944 das Betreten des Landeskirchenamtes in Dresden verboten und seine im März desselben Jahres erfolgte Versetzung nach Stolberg (Harz) und Baden ist mit einer Abschiebung aus Sachsen vergleichbar. Auch der sächsische Reichsstatthalter und Gauleiter Martin Mutschmann stellte sich gegen Kretzschmar und beschwerte sich über ihn u. a. beim Reichskirchenministerium. Dennoch gab Kretzschmar bis zum Ende des Zweiten Weltkrieges seinen Sitz im Finanzausschuss und im Verwaltungsrat des „Entjudungsinstitut“ nicht auf.
In der Stadt Stolberg (Harz) erfüllte er einen Auftrag bei der Kanzlei der Deutschen Evangelischen Kirche. Gleichzeitig wurde er im März 1944 zum Vertreter des stellvertretenden Vorsitzenden der Finanzabteilung in Baden ernannt. Letztere Funktion konnte er aufgrund der weiten Entfernung und damaliger Verkehrsprobleme allerdings kaum wahrnehmen.
Nach Ende des Zweiten Weltkrieges 1945 erfolgte zunächst seine Entlassung aus dem aktiven Kirchendienst. 1946 stellte er den erfolgreichen Antrag auf Rehabilitierung, in dem er seine Mitarbeit im „Entjudungsinstitut“ in Eisenach extrem herunterspielte. In seinem Rehabiltierungsantrag an das sächsische Landeskirchenamt in Dresden stellte er sich selbst „als Verführten der NSDAP“ dar. Spätestens seit 1939 habe er sich „zu aktiven Gegner des NS-Regimes gewandelt“ und sich antinationalistisch und parteischädlich verhalten sowie Grundsätze der NSDAP bekämpft.
1959 ging Kretzschmar als kirchlicher Finanzverwalter der Landeskirche Sachsens in den Ruhestand.